# Žvabek
Žvabek (nemško Schwabegg) je naselje v Občini Suha v Okraju Velikovec na Koroškem v Avstriji.